# Amy Chow
Amy Chow (kinesiska: 周婉儀; pinyin: Zhōu Wǎny), född den 15 maj 1978 i San José, Kalifornien, är en amerikansk gymnast.
Hon tog OS-guld i lagmångkampen och  OS-silver i barr i samband med de olympiska gymnastiktävlingarna 1996 i Atlanta.
Hon tog även OS-brons i lagmångkampen i samband med de olympiska gymnastiktävlingarna 2000 i Sydney.